# 大間々町
大間々町（おおまままち）は、群馬県東部に存在した町である。

## 概要
町名の「まま」とは、渡良瀬川の河岸段丘によってつくられた崖のことで、町役場前の「まま」には地元の小学生の描いた絵が季節の花々で美しく表現されていて観光スポットとなっている。
かつては、あかがね街道の宿場町として、また、生糸の集散地として栄えた。
平成4年には町制施行100周年を記念して、「おおままのうた作成委員会」により町のイメージソングが作成された。詞は全国から545点もの応募があり、群馬県伊勢崎市在住の長塚いさむの「風のエアメール」が選ばれた。作曲はビリー・コビーンによって行われた。また、日本語版は庄野真代が、英語版はダラ・セダカが歌っている。
町北部の塩原にある貴船神社は京都・貴船神社の分霊を祀ったとされ、例年県内一の20万人もの初詣参拝者が訪れる。

## 地理
関東平野北端で、渡良瀬川によってつくられた大間々扇状地に位置する。町内には渡良瀬川が流れ、北部には足尾山地へ連なる山々があり、町の70%が緑におおわれた、緑あふれる町である。近隣の市町村とともに、桐生広域圏に属する。

## 隣接自治体
- 桐生市
- 新田郡笠懸町
- 勢多郡東村

## 歴史

### 沿革
- 1889年4月1日 町村制施行に伴い、山田郡において大間々村と桐原村が合併して大間々町が、浅原村・塩原村・小平村・長尾根村が合併して福岡村が、高津戸村・須永村・山田村・東小倉村・西小倉村が合併して川内村が、南勢多郡において上神梅村・下神梅村・塩沢村・水沼村・宿廻村・八木原村・上田沢村・下田沢村が合併して黒保根村が誕生。
- 1896年4月1日 南勢多郡と東群馬郡が合併して勢多郡となる。
- 1954年10月1日 福岡村、川内村大字高津戸の一部が大間々町に編入。
- 1958年2月1日 大間々町が勢多郡黒保根村大字上神梅・下神梅・塩沢を編入。
- 2006年3月27日 勢多郡東村、新田郡笠懸町と合併しみどり市となる。

## 行政
- 町長：近藤昭次

### 歴代町長[1]
| 代 | 氏名         | 就任             | 退任             | 生年月日         | 備考 |
| -- | ------------ | ---------------- | ---------------- | ---------------- | ---- |
| 1  | 高草木與四衛 | 明治22年6月10日  | 明治25年10月10日 | 天保2年2月18日   |      |
| 2  | 藤生一次郎   | 明治25年10月14日 | 明治41年11月1日  | 天保13年11月15日 |      |
| 3  | 新井榮太郎   | 明治41年11月6日  | 大正3年2月15日   | 安政6年4月5日    |      |
| 4  | 金子春吉     | 大正3年4月30日   | 昭和5年9月22日   | 慶応元年3月3日   |      |
| 5  | 奥野佐吉     | 昭和7年3月27日   | 昭和11年3月26日  | 明治7年11月17日  |      |
| 6  | 須永善十郎   | 昭和11年10月31日 | 昭和16年4月5日   | 明治11年6月6日   |      |
| 7  | 近藤春吉     | 昭和16年9月30日  | 昭和18年1月30日  | 明治19年12月10日 |      |
| 8  | 新井国蔵     | 昭和18年2月16日  | 昭和19年8月3日   | 明治30年1月16日  |      |
| 9  | 藍原菊児     | 昭和19年10月9日  | 昭和21年12月8日  | 明治14年10月22日 |      |
| 10 | 近藤英一郎   | 昭和22年4月9日   | 昭和24年2月10日  | 大正2年2月4日    |      |
| 11 | 北村吉三郎   | 昭和24年3月30日  | 昭和36年3月29日  | 明治28年10月20日 |      |
| 12 | 新井整       | 昭和36年3月30日  | 昭和61年2月19日  | 大正3年4月1日    |      |
| 13 | 山同賢治     | 昭和61年4月13日  | 平成2年4月12日   | 大正12年8月9日   |      |
| 14 | 近藤昭次     | 平成2年4月13日   |                  | 昭和2年4月1日    |      |

## 都市提携
- 鳩ヶ谷市（埼玉県）

1997年（平成9年）3月1日 - 友好都市提携。

## 教育

### 高等学校
- 群馬県立大間々高等学校 （桐原）

### 中学校
- 大間々中学校 （桐原）
- 大間々東中学校 （大間々）

### 小学校
- 大間々北小学校 （桐原）
- 大間々南小学校 （大間々）
- 大間々東小学校 （大間々）
- 福岡中央小学校 （浅原）（閉校済み）
- 福岡西小学校 （塩原）（閉校済み）
- 神梅小学校 （上神梅）（閉校済み）

## 交通

### 鉄道
- 上毛電気鉄道、東武鉄道
  - ■上毛線、■桐生線：赤城駅
- わたらせ渓谷鐵道
  - ■わたらせ渓谷線：大間々駅　―　上神梅駅

### 道路
- 町内を走る国道
  - 国道122号
  - 国道353号

- 町内を走る県道
  - 群馬県道3号前橋大間々桐生線
  - 群馬県道62号沼田大間々線
  - 群馬県道69号大間々尾島線
  - 群馬県道70号大間々上白井線
  - 群馬県道73号伊勢崎大間々線
  - 群馬県道78号太田大間々線
  - 群馬県道257号根利八木原大間々線
  - 群馬県道291号境大間々線
  - 群馬県道333号上神梅大胡線
  - 群馬県道334号小平塩原線
  - 群馬県道335号梨木上神梅停車場線
  - 群馬県道338号駒形大間々線
  - 群馬県道340号如来堂大間々線
  - 群馬県道348号大間々停車場線

## 観光

### 名所・旧跡
- ながめ公園
- コノドント館
- 小平の里
- 浅原体験村
- 貴船神社
- はねたき橋
- ながめ余興場[2]

### 祭事・催事
- 大間々まつり（大間々祇園まつり）
- 関東菊花大会

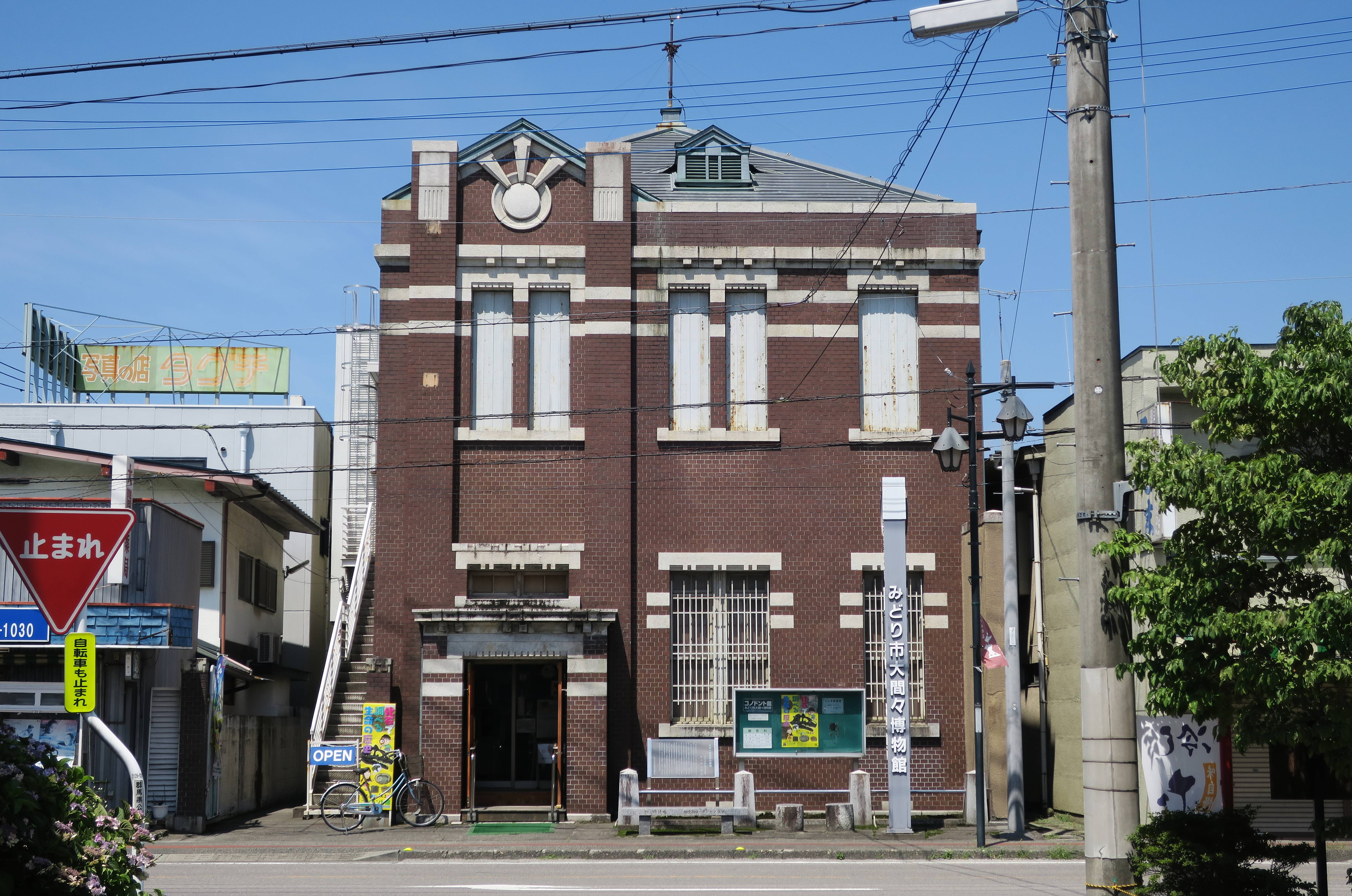
コノドント館
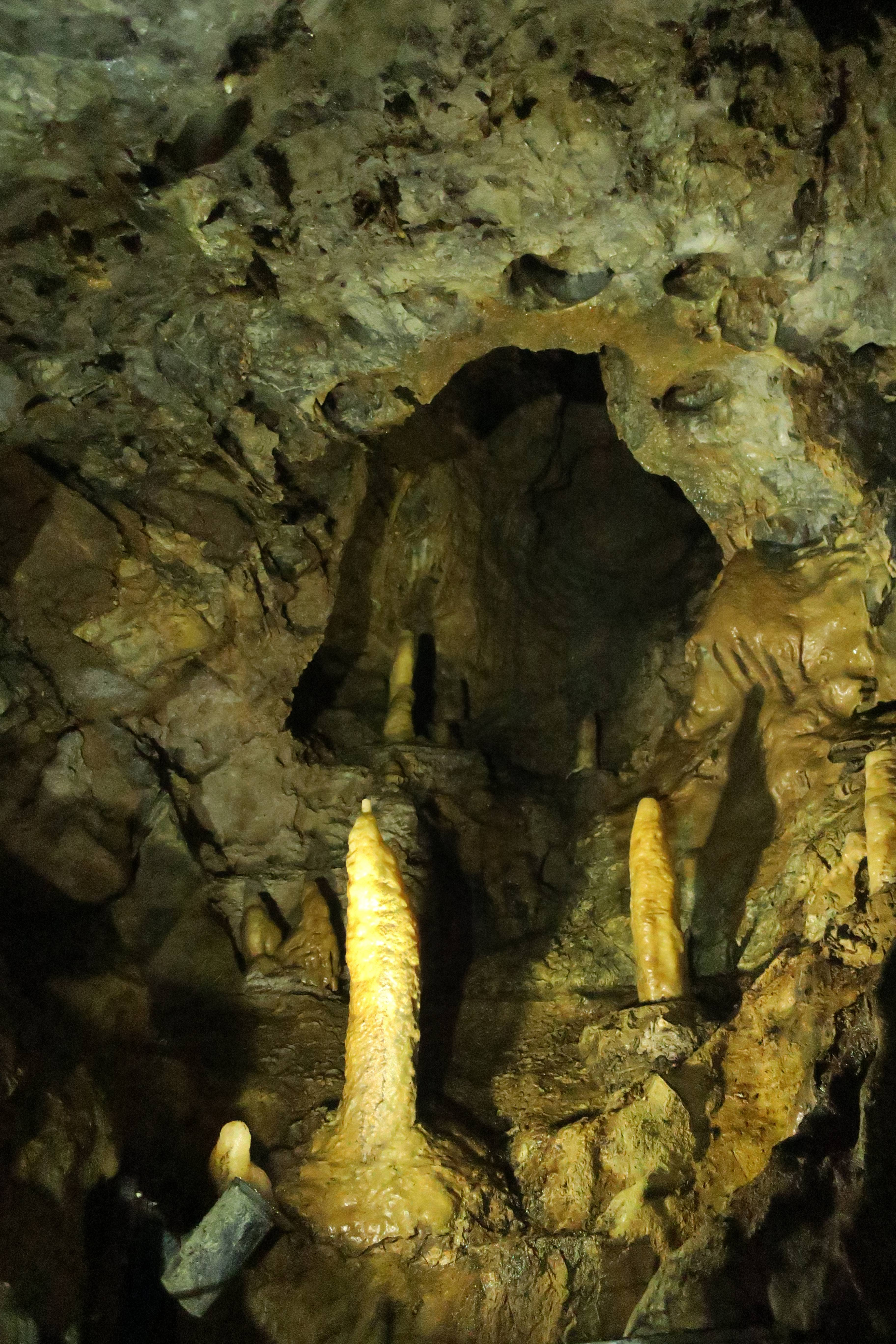
小平鍾乳洞